# اللجنة المركزية للجهاد الوطني في فلسطين
اللجنة المركزية للجهاد الوطني في فلسطين هي الهيئة السياسية والتنظيمية الاسمية للثورة العربية 1936–1939 في فلسطين. تأسست خلال المرحلة الثانية من الثورة في نوفمبر 1937. تأسست اللجنة المركزية التي تتخذ من دمشق مقراً لها على يد قادة عرب فلسطينيين طردتهم السلطات من الانتداب البريطاني على فلسطين، وكان على رأسهم عزت دروزة. كان الغرض المقصود من اللجنة هو توفير الأموال والتوجيه لقادة التمرد على الأرض الذين كانوا إلى حد كبير من أصل ريفي وعملوا بشكل مُستقل إلى حد ما عن اللجنة وعن بعضهم البعض.
بسبب نفي قادة اللجنة المركزية، ثبت صعوبة إقامة سلطة مركزية على الثورة. تبنت القيادة التي تتخذ من دمشق مقراً لها والمتمردون القرويون الذين يقاتلون داخل فلسطين وجهات نظر سياسية مختلفة مما زاد من توتر محاولات اللجنة للتأثير على أعمال المتمردين. حافظ ثلاثة فقط من قادة المتمردين الرئيسيين في فلسطين على علاقة تعاونية مع اللجنة المركزية، بينما عمل حوالي اثني عشر آخرين خارج نطاق تأثير التنظيم.

## القيادة
ترأّس اللجنة المركزية عزت دروزة، المعلم المنفي والمُؤرخ والعضو المؤسس لحزب الاستقلال انضمّ جمال الحسيني في وقت لاحق. رئيس الحزب العربي الفلسطيني، وعُضو حزب الاستقلال السابق أكرم زعيتر، وزعيم حرب العصابات عبد القادر الحسيني إلى دروزة في اللجنة. تأثّرت المُنظمة بشدة بمفتي القدس المنفي ورئيس اللجنة العربية العليا (التي حلتها السُلطات البريطانية في أواخر عام 1937)، محمد أمين الحسيني
تمّت دعوة زعيم حرب العصابات العربية المخضرم فوزي القاوقجي ونائبه محمد الأشمر لقيادة التمرد من قبل اللجنة والمفتي العام، لكنهم لم يقبلوا الدور. وكان القاوقجي قد خدم سابقًا كقائد للثورة على الأرض، على الأقل اسميًا، في عام 1936. بشكل عام، كان قادة المتمردين المحليين الذين يقاتلون في فلسطين حذرين من القادة الخارجيين وكذلك من بعضهم البعض. وبحسب دروزة، فإن "كل قائد حدد منطقة عملياته التي اعتبرها منطقة نفوذه. سيشعر بالضيق إذا توغلت قيادة مجاورة في منطقته بطريقة يعتبرها انتهاكًا للولاية القضائية"
في أواخر عام 1938 شكل المتمردون هيكل قيادة عسكري مركزي يسمى مكتب الثورة العربية في فلسطين، والذي سيكون بمثابة الذراع العسكرية للجنة المركزية. ومع ذلك، فإن التنافس المتزايد بين عبد الرحيم الحاج محمد وعارف عبد الرازق أعاق عمليات المكتب وتنسيقه. تم تعيين الاثنين دورًا تناوبيًا للقائد العام للثورة. والقائدان الآخران اللذان يعملان في المكتب هما يوسف أبو درة من منطقة حيفا - وادي عارة وأبو إبراهيم الكبير من [[الجليل الأعلى].
في فبراير 1939، أكدت اللجنة المركزية أن الحاج محمد هو القائد العام الوحيد. وقتل في قتال مع القوات البريطانية و"عصابات السلام" العربية المتحالفة بالقرب من جنين في أواخر مارس آذار. بعد وفاته، عينت اللجنة المركزية أحمد الحسن قائداً عاماً، على الرغم من أن هذا لم يفعل الكثير لرفع معنويات المتمردين وتبدد التمرد بحلول شتاء عام 1939.